# Evren (district)
Evren is een Turks district in de provincie Ankara en telt 4.027 inwoners (2007). Het district heeft een oppervlakte van 179,7 km². Hoofdplaats is Evren.
De bevolkingsontwikkeling van het district is weergegeven in onderstaande tabel.
| 1997  | 2000  | 2007  |
| ----- | ----- | ----- |
| 6.797 | 6.167 | 4.027 |